# Famille Ghezzi
Pour les articles homonymes, voir Ghezzi.
Cette page explique l’histoire ou répertorie les différents membres de la famille Ghezzi.
La famille Ghezzi est une famille d'artistes italiens issue de Comunanza dans les Marches en Italie :
- Sebastiano Ghezzi (1580 - 1645), architecte militaire et peintre
  - Son fils Giuseppe Ghezzi (1634 - 1721), peintre 
    - et son petit-fils Pier Leone Ghezzi (1674-1755), caricaturiste.